# Dzahadjou
Dzahadjou är en ort i Komorerna.   Den ligger i distriktet Grande Comore, i den västra delen av landet, 19 km sydost om huvudstaden Moroni. Dzahadjou ligger 196 meter över havet och antalet invånare är 1 319.
Terrängen runt Dzahadjou är kuperad västerut, men åt nordost är den bergig. Havet är nära Dzahadjou söderut. Runt Dzahadjou är det tätbefolkat, med 411 invånare per kvadratkilometer. Närmaste större samhälle är Moroni, 18,7 km nordväst om Dzahadjou. I omgivningarna runt Dzahadjou växer i huvudsak städsegrön lövskog.